# Japans Grand Prix 2011
Japans Grand Prix 2011, officiellt 2011 Formula 1 Japanese Grand Prix, var en Formel 1-tävling som hölls den 9 oktober 2011 på Suzuka Circuit i Japan. Det var den femtonde tävlingen av Formel 1-säsongen 2011 och kördes över 53 varv. Vinnare av loppet blev Jenson Button för McLaren, tvåa blev Fernando Alonso för Ferrari och trea blev Sebastian Vettel för Red Bull.

## Kvalet

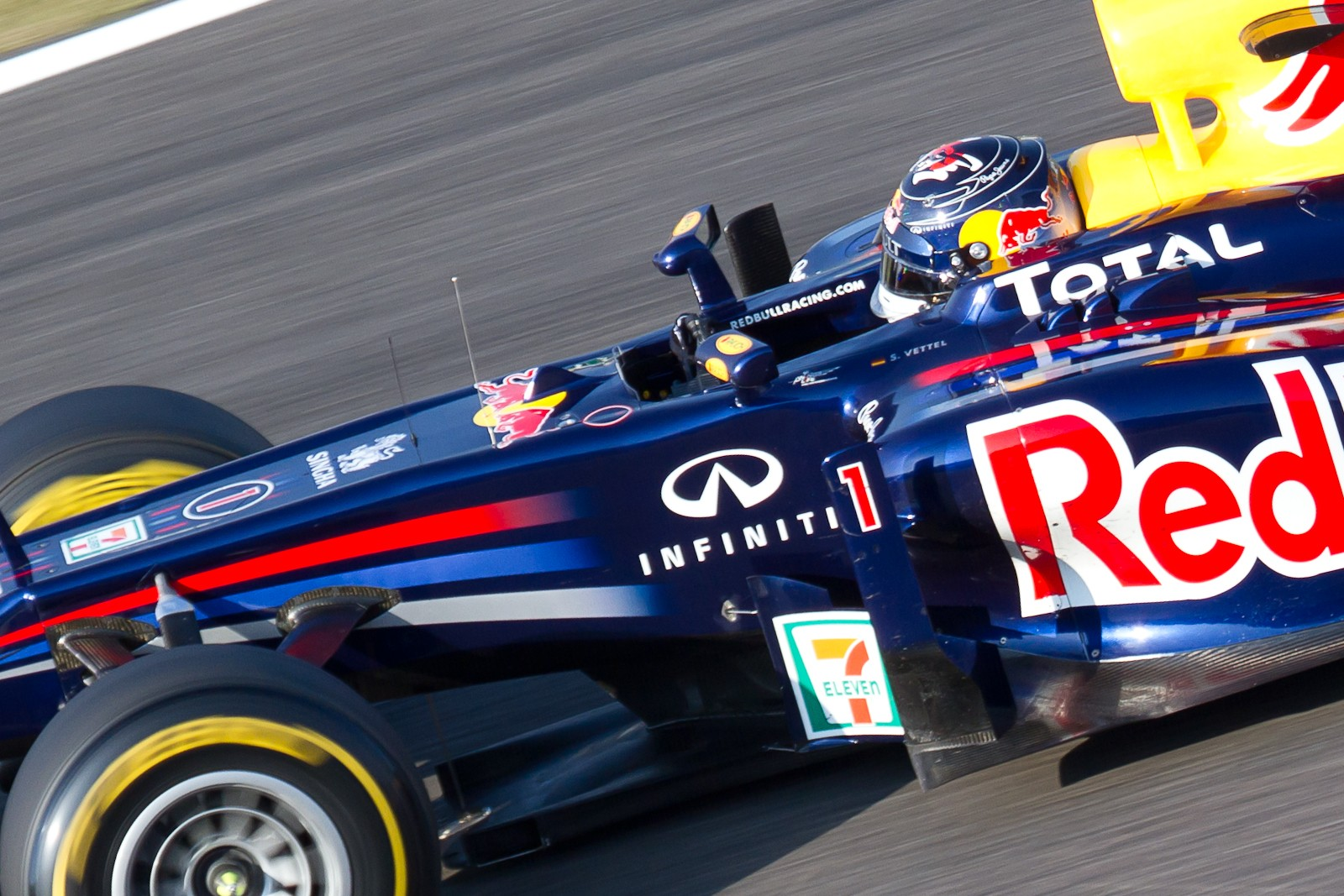
Sebastian Vettel tog pole position.

| KR. | Nr | Förare             | Konstruktör          | Q1         | Q2         | Q3         | Grid |
| --- | -- | ------------------ | -------------------- | ---------- | ---------- | ---------- | ---- |
| 1   | 1  | Sebastian Vettel   | Red Bull-Renault     | 1.33,051   | 1.31,424   | 1.30,466   | 1    |
| 2   | 4  | Jenson Button      | McLaren-Mercedes     | 1.32,947   | 1.31,434   | 1.30,475   | 2    |
| 3   | 3  | Lewis Hamilton     | McLaren-Mercedes     | 1.32,843   | 1.31,139   | 1.30,617   | 3    |
| 4   | 6  | Felipe Massa       | Ferrari              | 1.33,235   | 1.31,909   | 1.30,804   | 4    |
| 5   | 5  | Fernando Alonso    | Ferrari              | 1.32,817   | 1.31,612   | 1.30,886   | 5    |
| 6   | 2  | Mark Webber        | Red Bull-Renault     | 1.33,135   | 1.31,576   | 1.31,156   | 6    |
| 7   | 16 | Kamui Kobayashi    | Sauber-Ferrari       | 1.32,626   | 1.32,380   | Ingen tid1 | 7    |
| 8   | 7  | Michael Schumacher | Mercedes             | 1.33,748   | 1.32,116   | Ingen tid1 | 8    |
| 9   | 9  | Bruno Senna        | Renault              | 1.33,359   | 1.32,297   | Ingen tid1 | 9    |
| 10  | 10 | Vitalij Petrov     | Renault              | 1.32,877   | 1.32,245   | Ingen tid1 | 10   |
| 11  | 14 | Adrian Sutil       | Force India-Mercedes | 1.32,761   | 1.32,463   |            | 11   |
| 12  | 15 | Paul di Resta      | Force India-Mercedes | 1.33,499   | 1.32,746   |            | 12   |
| 13  | 11 | Rubens Barrichello | Williams-Cosworth    | 1.33,921   | 1.33,079   |            | 13   |
| 14  | 12 | Pastor Maldonado   | Williams-Cosworth    | 1.33,781   | 1.33,224   |            | 14   |
| 15  | 18 | Sébastien Buemi    | Toro Rosso-Ferrari   | 1.33,064   | 1.33,227   |            | 15   |
| 16  | 19 | Jaime Alguersuari  | Toro Rosso-Ferrari   | 1.35,111   | 1.33,427   |            | 16   |
| 17  | 17 | Sergio Pérez       | Sauber-Ferrari       | 1.34,704   | Ingen tid2 |            | 17   |
| 18  | 20 | Heikki Kovalainen  | Lotus-Renault        | 1.35,454   |            |            | 18   |
| 19  | 21 | Jarno Trulli       | Lotus-Renault        | 1.35,514   |            |            | 19   |
| 20  | 25 | Jérôme d'Ambrosio  | Virgin-Cosworth      | 1.36,439   |            |            | 20   |
| 21  | 24 | Timo Glock         | Virgin-Cosworth      | 1.36,507   |            |            | 21   |
| 22  | 22 | Daniel Ricciardo   | HRT-Cosworth         | 1.37,846   |            |            | 22   |
| 23  | 8  | Nico Rosberg       | Mercedes             | Ingen tid3 |            |            | 23   |
| 24  | 23 | Vitantonio Liuzzi  | HRT-Cosworth         | Ingen tid3 |            |            | 24   |

| Vidare från första kvalrundan ▬▬ Vidare från andra kvalrundan ▬▬ |

Noteringar:
- ^1  — Kamui Kobayashi, Michael Schumacher, Bruno Senna och Vitalij Petrov satte inga tider i den tredje kvalomgången.
- ^2  — Sergio Pérez satte ingen tid i den andra kvalomgången.
- ^3  — Nico Rosberg och Vitantonio Liuzzi satte inga tider i den första kvalomgången.[1]

## Loppet

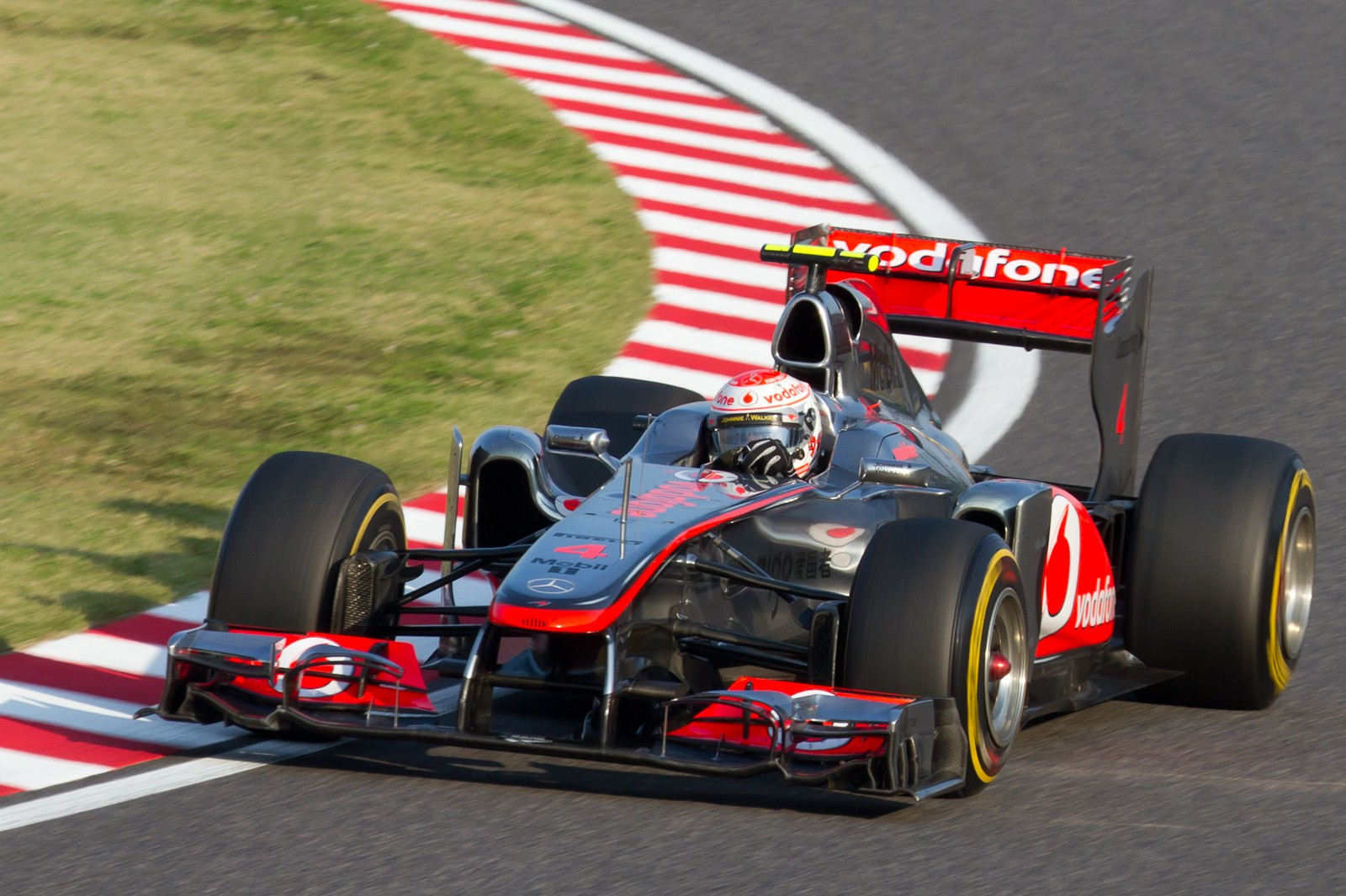
Jenson Button vann loppet.

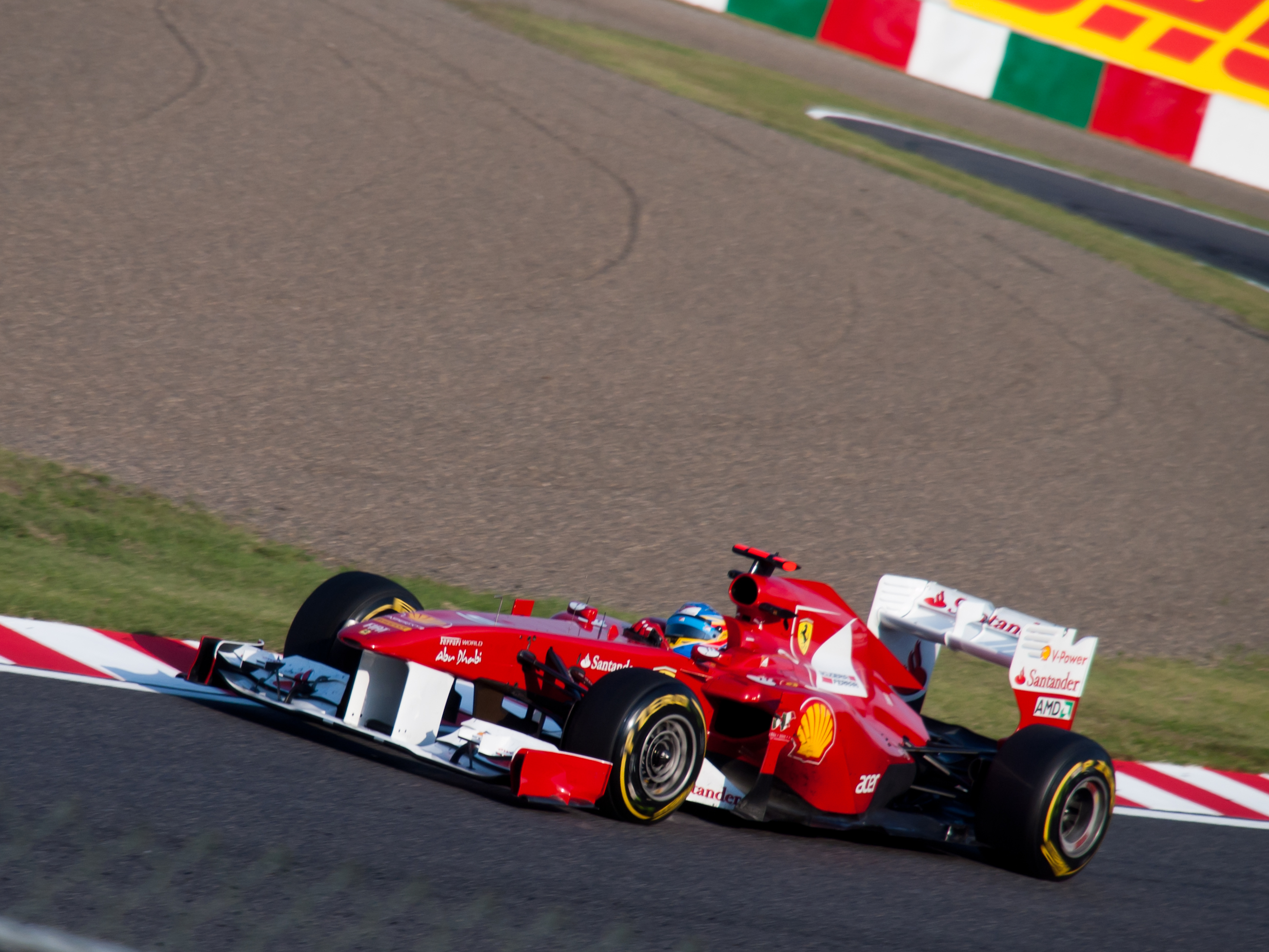
Fernando Alonso blev tvåa.

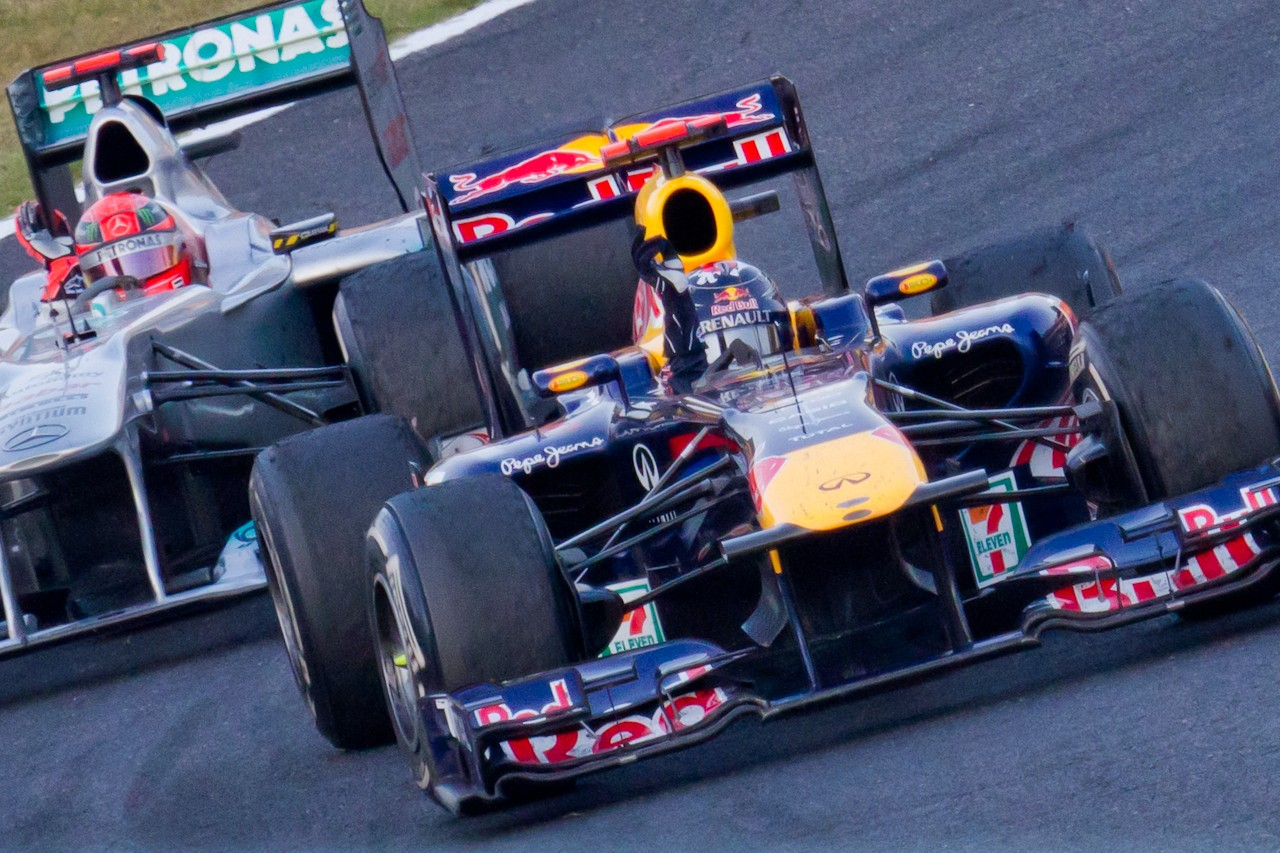
Sebastian Vettel gick i mål på tredje plats, och blev därmed års formel 1-världsmästare.

| Pos. | Nr | Förare             | Konstruktör          | Varv | Tid         | Grid | P  |
| ---- | -- | ------------------ | -------------------- | ---- | ----------- | ---- | -- |
| 1    | 4  | Jenson Button      | McLaren-Mercedes     | 53   | 1:30.53,427 | 2    | 25 |
| 2    | 5  | Fernando Alonso    | Ferrari              | 53   | +1,160      | 5    | 18 |
| 3    | 1  | Sebastian Vettel   | Red Bull-Renault     | 53   | +2,006      | 1    | 15 |
| 4    | 2  | Mark Webber        | Red Bull-Renault     | 53   | +8,071      | 6    | 12 |
| 5    | 3  | Lewis Hamilton     | McLaren-Mercedes     | 53   | +24,268     | 3    | 10 |
| 6    | 7  | Michael Schumacher | Mercedes             | 53   | +27,120     | 8    | 8  |
| 7    | 6  | Felipe Massa       | Ferrari              | 53   | +28,240     | 4    | 6  |
| 8    | 17 | Sergio Pérez       | Sauber-Ferrari       | 53   | +39,377     | 17   | 4  |
| 9    | 10 | Vitalij Petrov     | Renault              | 53   | +42,607     | 10   | 2  |
| 10   | 8  | Nico Rosberg       | Mercedes             | 53   | +44,322     | 23   | 1  |
| 11   | 14 | Adrian Sutil       | Force India-Mercedes | 53   | +54,447     | 11   |    |
| 12   | 15 | Paul di Resta      | Force India-Mercedes | 53   | +1.02,326   | 12   |    |
| 13   | 16 | Kamui Kobayashi    | Sauber-Ferrari       | 53   | +1.03,705   | 7    |    |
| 14   | 12 | Pastor Maldonado   | Williams-Cosworth    | 53   | +1.04,194   | 14   |    |
| 15   | 19 | Jaime Alguersuari  | Toro Rosso-Ferrari   | 53   | +1.06,623   | 16   |    |
| 16   | 9  | Bruno Senna        | Renault              | 53   | +1.12,628   | 9    |    |
| 17   | 11 | Rubens Barrichello | Williams-Cosworth    | 53   | +1.14,191   | 13   |    |
| 18   | 20 | Heikki Kovalainen  | Lotus-Renault        | 53   | +1.27,824   | 18   |    |
| 19   | 21 | Jarno Trulli       | Lotus-Renault        | 53   | +1.36,140   | 19   |    |
| 20   | 24 | Timo Glock         | Virgin-Cosworth      | 51   | +2 varv     | 21   |    |
| 21   | 25 | Jérôme d'Ambrosio  | Virgin-Cosworth      | 51   | +2 varv     | 20   |    |
| 22   | 22 | Daniel Ricciardo   | HRT-Cosworth         | 51   | +2 varv     | 22   |    |
| 23   | 23 | Vitantonio Liuzzi  | HRT-Cosworth         | 50   | +3 varv     | 24   |    |
| Ret  | 18 | Sébastien Buemi    | Toro Rosso-Ferrari   | 11   | Hjul        | 15   |    |

| Förare och stall som tog poäng ▬▬ |

## Ställning efter loppet
|   | Pos. | Förare           | Poäng |
| - | ---- | ---------------- | ----- |
| ▬ | 1    | Sebastian Vettel | 324   |
| ▬ | 2    | Jenson Button    | 210   |
| ▬ | 3    | Fernando Alonso  | 202   |
| ▬ | 4    | Mark Webber      | 194   |
| ▬ | 5    | Lewis Hamilton   | 178   |

|   | Pos. | Konstruktör      | Poäng |
| - | ---- | ---------------- | ----- |
| ▬ | 1    | Red Bull-Renault | 518   |
| ▬ | 2    | McLaren-Mercedes | 388   |
| ▬ | 3    | Ferrari          | 292   |
| ▬ | 4    | Mercedes         | 123   |
| ▬ | 5    | Renault          | 72    |

- Notering: Endast de fem bästa placeringarna i vardera mästerskap finns med på listorna.